# Rhinobatos albomaculatus
Rhinobatos albomaculatus es una especie de peces de la familia Rhinobatidae en el orden de los Rajiformes.

## Morfología
- Los machos pueden llegar alcanzar los 75 cm de longitud total.[2]

## Distribución geográfica
Se encuentra desde las  costas del Golfo de Guinea hasta las de Angola.